# Sounds of the Season: The Enya Collection
Sounds of the Season: The Enya Collection là đĩa mở rộng thứ ba của ca sĩ kiêm sáng tác nhạc người Ireland Enya, phát hành độc quyền thông qua Target tại Hoa Kỳ ngày 10 tháng 10 năm 2006 bởi Rhino Custom Products và NBC Universal. Đây là tập hợp sáu bài hát nhạc Giáng sinh, bốn trong số đó từng được đưa vào phiên bản Giáng sinh đặc biệt của album phòng thu thứ sáu của nữ ca sĩ Amarantine (2005). Tương tự như những album trước, Enya hợp tác với những cộng sự lâu năm của cô như nhà sản xuất Nicky Ryan và vợ ông, nhà viết lời Roma Ryan.
Tại Canada, EP được đổi tên thành Christmas Secrets EP với bốn bản nhạc bởi Warner Bros. và Warner Music Canada vào ngày 28 tháng 11 năm 2006. Sau đó, Sounds of the Season: The Enya Collection được phát hành lại dưới dạng một album độc quyền trên các nền tảng phát trực tuyến với tên gọi Christmas Secrets, bao gồm tất cả bài hát trong EP gốc và một số từ album phòng thu tiếp theo của cô mang chủ đề tương tự And Winter Came... (2008). Để quảng bá đĩa nhạc, Enya trình diễn "The Magic of the Night" và "It's in the Rain" trên chương trình truyền hình Christmas in Rockefeller vào ngày 29 tháng 11 năm 2006.

## Danh sách bài hát
Tất cả những bài hát do Enya sáng tác, và do Nicky Ryan sản xuất (ngoại trừ những bản nhạc Truyền thống "Adeste, Fideles", "We Wish You a Merry Christmas", "Oíche Chiúin" và "O Come, O Come, Emmanuel" được Enya và Nicky Ryan biên soạn). Tất cả lời bài hát được chắp bút bởi Roma Ryan.

### Sounds of the Season: The Enya Collection
1. "Adeste, Fideles"
2. "The Magic of The Night"
3. "We Wish You a Merry Christmas"
4. "Christmas Secrets"
5. "Amid the Falling Snow"
6. "Oíche Chiúin (Silent Night)"

### Christmas Secrets EP
1. "Adeste, Fideles"
2. "The Magic of the Night"
3. "We Wish You a Merry Christmas"
4. "Christmas Secrets"

### Christmas Secrets
1. "Oíche Chiúin (Silent Night)"
2. "We Wish You a Merry Christmas"
3. "White Is in the Winter Night"
4. "Adeste, Fideles"
5. "Christmas Secrets"
6. "Journey of the Angels"
7. "O Come, O Come, Emmanuel"
8. "Amid the Falling Snow"
9. "The Magic of the Night"
10. "The Spirit of Christmas Past"
11. "Dreams Are More Precious"
12. "Oíche Chiúin (Chorale)"

## Thành phần thực hiện
Nhạc sĩ
- Enya – giọng hát, nhạc cụ

Sản xuất
- Enya – biên soạn, nhạc sĩ
- Nicky Ryan – biên soạn, kỹ thuật, phối khí, sản xuất
- Roma Ryan – viết lời
- Daniel Polley – kỹ thuật viên kỹ thuật số
- Dick Beetham – master
- Simon Fowler – nhiếp ảnh
- Shelli Hill – giám đốc điều hành của NBC Universal
- Sue Peterson – giám đốc điều hành của Target Corporation
- Mithra Emami – giám đốc điều hành của Warner Music Group